# Золча-Угори
Золча-Угори (пол. Zołcza-Ugory) — село в Польщі, у гміні Пацанув Буського повіту Свентокшиського воєводства.
Населення — 90 осіб (2011).
У 1975-1998 роках село належало до Келецького воєводства.

## Демографія
Демографічна структура на день 31 березня 2011 року:
|          | Загалом | Допрацездатний вік | Працездатний вік | Постпрацездатний вік |
| -------- | ------- | ------------------ | ---------------- | -------------------- |
| Чоловіки | 44      | 10                 | 29               | 5                    |
| Жінки    | 46      | 4                  | 27               | 15                   |
| Разом    | 90      | 14                 | 56               | 20                   |